# Sāmbarān
Sāmbarān (persiska: مبابزان, Mobābzān, سامبران) är en ort i Iran.   Den ligger i provinsen Östazarbaijan, i den nordvästra delen av landet, 500 km nordväst om huvudstaden Teheran. Sāmbarān ligger 1 756 meter över havet och antalet invånare är 272.
Terrängen runt Sāmbarān är kuperad.Runt Sāmbarān är det ganska glesbefolkat, med 27 invånare per kvadratkilometer. Närmaste större samhälle är Ahar, 16,9 km sydväst om Sāmbarān. Trakten runt Sāmbarān består i huvudsak av gräsmarker.